# Parafia mariawicka w Kownie
Parafia mariawicka w Kownie – parafia mariawicka istniejąca od 1908 do 1957 roku w Kownie, z siedzibą przy ul. Mickiewicza (Mickevičiaus) 3 do 1939 roku, następnie przy ulicy Sziłuwos 29. Nabożeństwa odprawiane były w języku polskim i litewskim. Parafia posiadała filie.
Parafia mariawicka Kownie powstała w 1908 roku. Wówczas należało do niej około 2000 Litwinów. Parafia posiadała filie w: Krukach, Władysławowie, Szylwerawie, Karaliszkach, Głobelach, Szoriszkach, Szetjach. W 1931 roku Kościół Starokatolicki Mariawitów posiadał swoją kaplicę przebudowaną z domu prywatnego i klasztor żeński, obok którego znajdowała się plebania. Proboszczem kowieńskiej parafii, do której w 1931 roku należało 160 wiernych, był ks. Antoni Maria Feliks Tułaba (od 1935 r. pod jurysdykcją Kościoła Katolickiego Mariawitów, w 8 sierpnia 1939 r. otrzymał w Sulkrasti, koło Rygi, Łotwa sakrę biskupią). Ks. Tułaba zmarł w 1944 roku, a jego miejsce zajęła małżonka siostra kapłanka Leokadia Maria Felicyta Tułaba.